# Hypolytrum jenmanii
Hypolytrum jenmanii är en halvgräsart som beskrevs av Charles Baron Clarke. Hypolytrum jenmanii ingår i släktet Hypolytrum och familjen halvgräs.

## Underarter
Arten delas in i följande underarter:
- H. j. jenmanii
- H. j. serratifolium